# Margaret Colin
Margaret Colin (Brooklyn - New York, 26 mei 1958) is een Amerikaanse actrice.

## Biografie
Colin werd geboren in de borough Brooklyn van New York, maar groeide op in Baldwin (New York) (plaats op Long Island (New York)). Zij heeft de high school doorlopen aan de Baldwin High School in Baldwin, en haalde in 1976 haar diploma. Hierna ging zij studeren aan de Hofstra-universiteit in Hempstead (New York). Vanaf 1988 is zij getrouwd en heeft hieruit twee zonen.

## Filmografie

### Films
Selectie:
- 2016 Equity - als advocate Cahn
- 2008 Deception – als mrs. Pomerantz
- 2002 Blue Car – als Diane
- 1997 The Devil's Own – als Sheila O'Meara
- 1996 Independence Day – als Constance Spano
- 1993 Amos & Andrew – als Judy Gillman
- 1987 Three Men and a Baby – als Rebecca
- 1986 Something Wild – als Irene
- 1986 Pretty in Pink – als lerares Engels

### Televisieseries
Uitgezonderd eenmalige gastrollen.
- 2021 Chicago Med - als Carol Conte - 7 afl.
- 2019 The I-Land - als dr. Stevenson - 2 afl.
- 2017 - 2019 Veep - als Jane McCabe - 9 afl.
- 2017 - 2018 Shades of Blue - als Linda Wozniak - 13 afl.
- 2016 Heirloom - als Nancy
- 2007 – 2012 Gossip Girl – als Eleanor Waldorf – 34 afl.
- 2012 Nurse Jackie – als Trish – 2 afl.
- 1999 – 2000 Now and Again – als Lisa Wiseman – 14 afl.
- 1995 The Wright Verdicts – als Sandy Hamor – 7 afl.
- 1994 Chicago Hope – als dr. Karen Antonovich – 5 afl.
- 1991 – 1992 Sibs – als Audie Ruscio – 22 afl.
- 1987 Leg Work – als Claire McCarron – 10 afl.
- 1985 – 1986 Foley Square – als Alex Harrigan – 14 afl.
- 1981 – 1983 As the World Turns – als Margo Hughes – 8 afl.
- 1979 The Edge of Night – als Paige Madison – 21 afl.

- Biblioteca Nacional de España: XX1172783
- Bibliothèque nationale de France: cb14165660v (data)
- Gemeinsame Normdatei: 1061368939
- International Standard Name Identifier: 0000 0003 9930 8824
- Library of Congress Control Number: no96063133
- Nationale Bibliotheek van Tsjechië: xx0178389
- Nationale Bibliotheek van Israël: 987007605524205171
- Nationale Bibliotheek van Polen: a0000001638846
- SNAC: w6rz0fcm
- Système universitaire de documentation: 175262330
- Virtual International Authority File: 292887424
- WorldCat: E39PBJfRCCp3vwtcdrdpKHmjmd